# Sablons (Isère)
Sablons település Franciaországban, Isère megyében. Lakosainak száma 2306 fő (2022. január 1.). Sablons Limony, Peyraud, Serrières, Salaise-sur-Sanne, Saint-Rambert-d’Albon és Chanas községekkel határos.

## Népesség
A település népessége az elmúlt években az alábbi módon változott:
| Lakosok száma | 1031 | 1421 | 1468 | 1792 | 2152 | 2244 | 2309 | 2285 | 2274 | 2306 |
|               | 1968 | 1982 | 1990 | 2006 | 2013 | 2015 | 2017 | 2019 | 2020 | 2022 |